# Aubiac (Lot-et-Garonne)
Aubiac település Franciaországban, Lot-et-Garonne megyében. Lakosainak száma 1177 fő (2022. január 1.). Aubiac Estillac, Laplume, Moirax és Roquefort községekkel határos.

## Népesség
A település népességének változása:
| Lakosok száma | 366  | 680  | 826  | 979  | 1060 | 1095 | 1119 | 1154 | 1165 | 1177 |
|               | 1968 | 1982 | 1990 | 2006 | 2013 | 2015 | 2017 | 2019 | 2020 | 2022 |